# 大田南古墳群

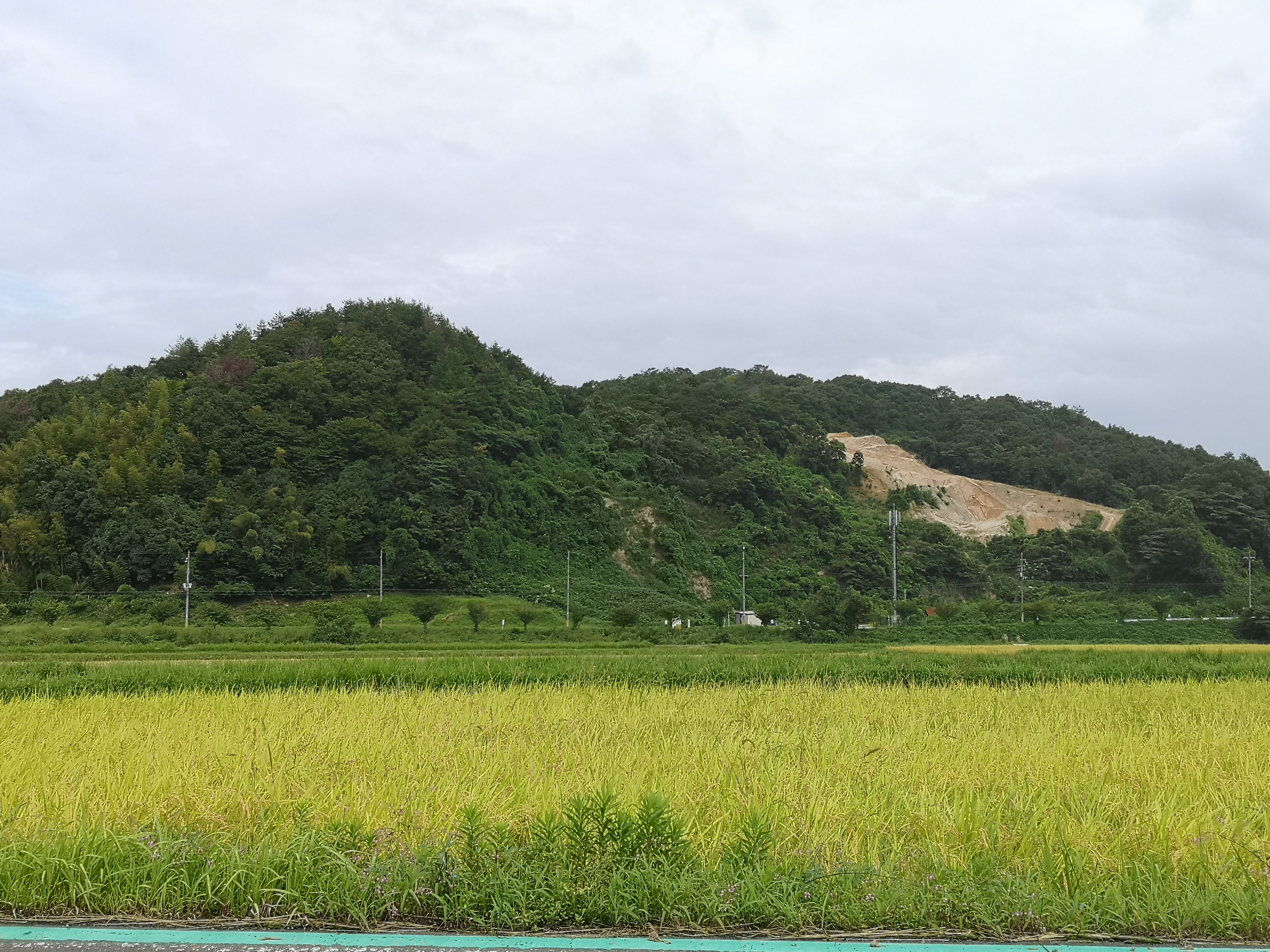
大田南古墳群が所在する丘陵

大田南古墳群（おおたみなみこふんぐん）は、京都府京丹後市弥栄町和田野・峰山町矢田にある古墳群。史跡指定はされていない。5号墳の出土方格規矩四神鏡は国の重要文化財に指定され、2号墳の出土品は京都府指定有形文化財に指定されている。
5号墳から魏の元号の「青龍三年（235年）」の紀年銘を有する方格規矩四神鏡が出土したことで知られる。

## 概要
京都府北部、竹野川中流域西岸の丘陵上に築造された古墳群である。尾根上に古墳25基（24基）が分布し、1990-1996年（平成2-8年）に12基が調査されている。
調査された12基のうち、2・4・5・6号墳は首長墓と想定される。そのうち2・4・5号墳は、地山整形による方形状の古墳である。2号墳の埋葬施設は弥生時代後期中葉から丹後地域の首長墓に採用される舟底状木棺、4号墳の埋葬施設は古墳時代前期以降に丹後地域で長大化する組合式木棺、5号墳の埋葬施設は箱式の組合式石棺である。また2号墳では埋葬施設が1基の単葬墓であるのに対して、4・5号墳は埋葬施設が複数の多葬墓である。特に、5号墳からは魏の元号の「青龍三年（235年）」の紀年銘を有する方格規矩四神鏡が出土しているほか、2号墳からは中国で製作された龍文様鈕の画文帯環状乳神獣鏡が、2・4号墳からは山陰地方の特徴を持つ土器が出土している点で注目される。一方、6号墳は整美な円墳で、埋葬施設を巨大墓壙内に礫床を伴う木槨・組合式木棺とする点で様相を異にする。
築造時期としては、古墳時代前期初頭の3世紀中葉に2号墳ののち4・5号墳が築造され、古墳時代前期の4世紀中葉に6号墳が築造されたと推定される。「青龍三年」銘鏡は、国内の紀年銘鏡では最古であり、その4年後の239年に魏に使いを送った卑弥呼や邪馬台国の実像を考察するうえで注目される。また、丹後地方では古墳時代前期に網野銚子山古墳・神明山古墳・蛭子山1号墳など畿内色の強い巨大前方後円墳が営まれるが、その出現以前に家族墓から脱却した在地色の強い首長墓群として営まれており、丹後地方における政治情勢を考察するうえで重要視される古墳群になる。
5号墳の出土方格規矩四神鏡は1996年（平成8年）に国の重要文化財に指定され、2号墳の出土品は同年に京都府指定有形文化財に指定されている。

## 遺跡歴
- 中世期、山城の矢田城の築城（古墳群の一部破壊・削平か）[1]。
- 1990-1996年（平成2-8年）、土砂採取工事に先立つ発掘調査：第1-5次（弥栄町教育委員会・峰山町教育委員会、1991・1998年に報告）。
- 1996年（平成8年）3月15日、2号墳の出土品が京都府指定有形文化財に指定。
- 1996年（平成8年）6月27日、5号墳の方格規矩四神鏡ほか出土品が国の重要文化財に指定。

## 主な古墳
| 古墳名 | 墳丘 | 墳丘        | 埋葬施設                                                                                            | 出土品                                                   | 築造時期  | 備考                                                          |
| ------ | ---- | ----------- | --------------------------------------------------------------------------------------------------- | -------------------------------------------------------- | --------- | ------------------------------------------------------------- |
| 2号墳  | 方墳 | 22m×18m     | ニ段墓壙（舟底状木棺）                                                                              | 画文帯環状乳神獣鏡・鉄剣・不明鉄製品・不明木製品・土師器 | 3世紀中葉 | 非現存 3号墳を含めた前方後方墳か 出土品は京都府指定有形文化財 |
| 4号墳  | 方墳 | 26m×15.5m   | 第1主体部：ニ段墓壙（組合式木棺） 第2主体部：ニ段墓壙（組合式木棺） 第3主体部：土壙墓               |                                                          | 3世紀中葉 | 非現存                                                        |
| 5号墳  | 方墳 | 18.8m×12.3m | 第1主体部：ニ段墓壙（凝灰岩製組合式石棺） 第2主体部：土壙墓 第3主体部：二段土壙墓 第4主体部：土壙墓 | 方格規矩四神鏡・鉄刀・土師器                             | 3世紀中葉 | 現存 出土品は国の重要文化財                                   |
| 6号墳  | 円墳 | 直径28.5m   | 墓壙（木槨・組合式木棺）                                                                            | 石釧・刀子・鑿状鉄製品・不明鉄製品                       | 4世紀中葉 | 非現存 墳丘上に経塚状遺構                                     |

なお、1号墳は土砂採取中に自然崩落し、3号墳は主体部が検出されていない。

### 2号墳

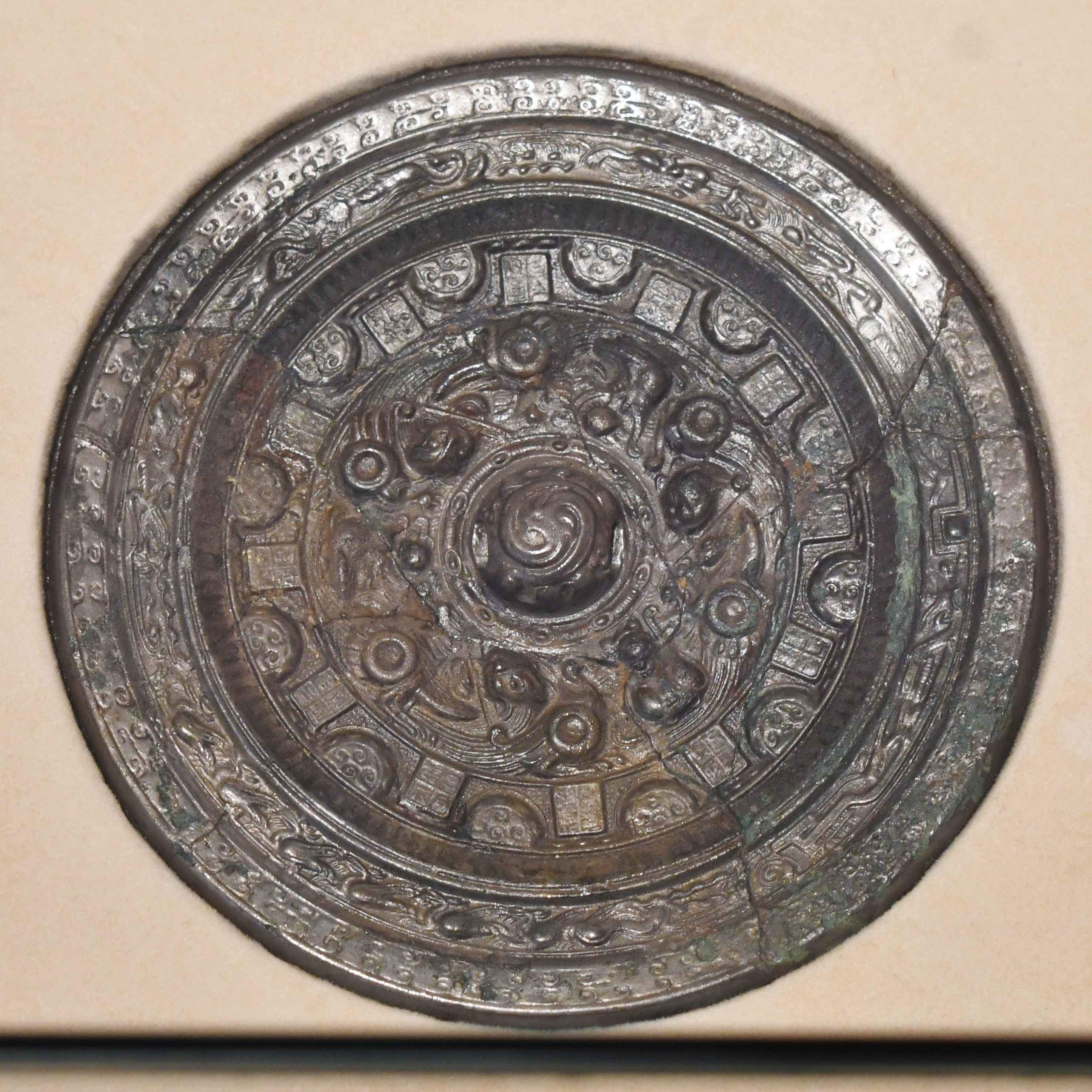
2号墳 画文帯環状乳神獣鏡
（複製）丹後古代の里資料館展示。原品は京都府指定有形文化財、丹後郷土資料館保管。

大田南2号墳は、丘陵最高所（標高84メートル）に位置する。墳丘は矢田城築城の際に一部改変されている。1990年（平成2年）に発掘調査が実施されている。
墳形は長方形で、長さ22メートル・幅18メートルを測り、墳頂部は長さ18メートル・幅14メートルの平坦面である（ただし3号墳を含めた前方後方墳の可能性もある）。墳丘の大部分は地山の削り出しによる。埋葬施設は舟底状木棺の直葬である。上段長さ8.0メートル・幅3.6メートル・深さ0.7メートル、下段長さ5.6メートル・幅1.8メートル・深さ0.7メートル（地表面から墓壙底まで深さ1.4メートル）の二段墓壙の下段に、長さ2.3メートル・幅0.6メートルの木棺を据える。墓壙上では、破砕供献された土師器10個体分（壺2・甕1・台付鉢2・高坏または壺2・鼓形器台3）が検出されている。特に土師器のうち、鼓形器台や5字状口縁の甕に山陰地方の特徴が認められる。また墓壙内からは、副葬品として棺内の頭部右側で銅鏡1面（画文帯環状乳神獣鏡）、足下付近で不明鉄製品1点が検出され、棺外頭部右側で鉄剣1口、頭部左側で不明木製品（盾か）が検出されている。
画文帯環状乳神獣鏡は、白銅質で、直径14.5センチメートルを測る。被葬者の頭部右側付近で砕けた状態で検出されているが、元々は布に包んで鏡背を被葬者の顔に向けてほぼ直立状態で置かれ、その後に土圧で砕けたとみられる。中心の鈕に龍文様を施す点で特徴的な遺物である。内区には、環状乳6個を置き、神獣3組を環繞式に配する。その外側の半円方格帯には、摩滅しているが「吾□□明」「日月□□」「□幽商三」「宜孫□□」と数文字のみが判読可能な文字が表される。外区は、画文帯と渦巻文帯からなる。龍文様鈕の鏡は国内では初めての学術的発掘による出土例で、画文帯環状乳神獣鏡は畿内から瀬戸内海東部を中心に分布するものの丹後地方では初めての出土例である。製作時期は2世紀後半の早い頃と推定され、中国華南の四川省の官営工房で製作された可能性が高いとされる。

### 5号墳

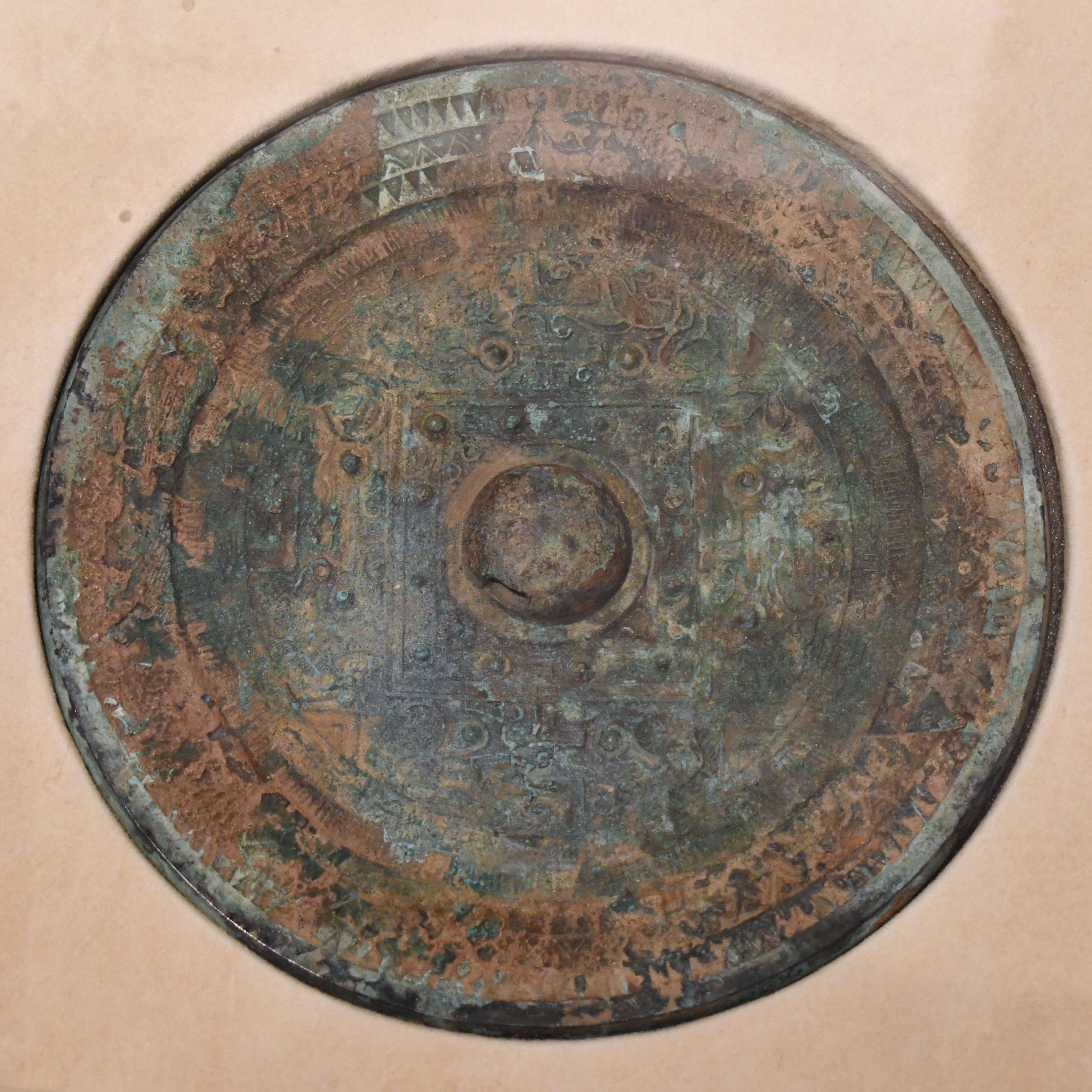
5号墳 方格規矩四神鏡（複製）魏の元号の「青龍三年（235年）」の紀年銘を有する。丹後古代の里資料館展示。原品は国の重要文化財、丹後郷土資料館保管。

大田南5号墳は、丘陵先端部（標高82.2メートル）に位置する。1993-1994年（平成3-4年）に発掘調査が実施されている。
墳形は長方形で、長さ18.8メートル・幅12.3メートルを測る。墳丘の大部分は地山の削り出しによる。同一丘陵上の4号墳との間は幅5メートル・深さ0.9メートルの溝で区画する。埋葬施設は4基がある。4基の内容は次の通り。
- 第1主体部
中心埋葬施設。凝灰岩製組合式石棺。長さ4.6メートル・幅3.2メートル・上段深さ0.92メートルの二段墓壙の下段に、内寸で長さ1.77メートル・北東幅0.69メートル・南西幅0.51メートルの石棺を据える。石棺の蓋石は2枚で、継ぎ目は粘土で目張りする。墓壙上では、破砕供献された土師器20個体分（壺・鼓形器台・高坏など）が検出されている。また石棺内からは、人骨のほか銅鏡（方格規矩四神鏡）・鉄刀が検出されている。
- 第2主体部
土壙墓。長さ3.1メートル・幅1.33メートル・深さ0.4メートルを測る。遺物は検出されていない。
- 第3主体部
二段土壙墓。上段は長さ2.46メートル・幅1.15メートル・深さ0.3メートル、下段は長さ1.9メートル・幅0.8メートル・深さ0.4メートルを測る。遺物は検出されていない。
- 第4主体部
土壙墓。長さ3.1メートル・幅1.33メートル・深さ0.27メートルを測る。遺物は検出されていない。

第1主体部出土の方格規矩四神鏡は、直径17.4センチメートルを測る。中心の扁平な鈕の周りに方格を配し、その内側に十二支の文字と環状乳を交互に配する。内区には、四神像を配し、その外側にT・L・Vの文様を表す。その外側の銘帯には「青龍三年顔氏作竟成文章左龍右虎辟不詳朱爵玄武順陰陽八子九孫治中央壽如金石宜侯王」の銘文を表す。紀年銘は魏の元号の青龍3年（235年）とされる（国内の紀年銘鏡では最古）。同型鏡に安満宮山古墳出土鏡（大阪府）・個人蔵鏡がある。

## 文化財

### 重要文化財（国指定）
- 方格規矩四神鏡 京都府大田南5号墳出土（附 鉄刀1口、土師器残欠16箇分）（考古資料） - 所有者は京丹後市、京都府立丹後郷土資料館保管。1996年（平成8年）6月27日指定[5]。

### 京都府指定文化財
- 有形文化財
  - 大田南2号墳出土品（考古資料） - 内訳は以下。京都府立丹後郷土資料館保管。1996年（平成8年）3月15日指定。
    - 画文帯環状乳神獣鏡 1面
    - 鉄剣 1口
    - 不明鉄製品 1点（2片）
    - 土師器 一括

## 関連施設
- 京都府立丹後郷土資料館（ふるさとミュージアム丹後）（宮津市国分） - 大田南古墳群の出土品を保管。
- 京丹後市立丹後古代の里資料館（京丹後市丹後町宮） - 大田南古墳群の出土品複製を展示。

## 関連文献
（記事執筆に使用していない関連文献）
- 『大田南古墳群 -大田南2・3号墳、矢田城跡発掘調査概要-』弥栄町教育委員会〈京都府弥栄町文化財調査報告第7集〉、1991年。
- 『大田南古墳群/大田南遺跡/矢田城跡 -第2次～第5次発掘調査報告書-』弥栄町教育委員会〈京都府弥栄町文化財調査報告第15集〉、1998年。
- 『大田南古墳群/大田南遺跡/矢田城跡 -第2次～第5次発掘調査報告書-』峰山町教育委員会〈京都府峰山町埋蔵文化財調査報告書第18集〉、1998年。